# Сафьяны (озеро, Измаильский район)
Сафьяны (укр. Саф'яни) — заливное озеро в Измаильском районе Одесской области, в низовье Дуная. Длина озера 6,5 км, ширина до 1 км, глубина до 3,5…4 м (в межень — до 0,8-1 м.). Площадь озера изменяется от 250 до 420 га. Котловина вытянутой формы. Температура воды летом до +25 — +26 °C, зимой озеро замерзает.
Вода озера используется для орошения.

## География
Северный и западный берега озера возвышенные, местами обрывистые, восточный и южный берега пологие, заболоченные.
Озеро Сафьяны сообщается с озером Катлабух через небольшое озеро Лунг и с Дунаем — через шлюзованный канал. На севере в озеро впадает река Кайраклия.
На юго-западном берегу озера расположено село Сафьяны.

## Флора и фауна
Распространена прибрежно-водная растительность. Из рыб водятся щука, сазан, окунь и др. На берегах озера (особенно в южной части) — место гнездования водоплавающих и отдыха перелетных птиц.